# Michael Reilly
Pour l'acteur canadien, voir Michael Riley. Pour le joueur de hockey sur glace, voir Mike Reilly. Pour l'arbitre de football, voir Mike Riley.
Pour les articles homonymes, voir Reilly (homonymie).
(en) Statistiques sur statscrew
Michael Reilly (aussi connu sous le nom de Mike Reilly),  né le 25 janvier 1985, est un joueur américain de football canadien qui évolue à la position de quart-arrière (quarterback en Europe). Il a joué 11 saisons dans la Ligue canadienne de football (LCF), remportant la coupe Grey à deux reprises (2011 et 2015) et étant choisi joueur par excellence de la ligue en 2017. Il a porté les couleurs des Lions de la Colombie-Britannique pendant 5 saisons et celles de Eskimos d'Edmonton pendant 6 saisons. Il a annoncé sa retraite en janvier 2022.

## Biographie

### Carrière scolaire et universitaire
Michael Reilly nait à Kennewick dans l'état de Washington et fréquente l'école secondaire Kamiakin (en) de sa ville natale avant de transférer pour sa dernière année à l'école Flathead (en) située à Kalispell au Montana. Il passe une première année universitaire à l'université d'État de Washington, mais devant les faibles possibilités d'obtenir un poste de quarterback dans l'équipe de football américain des Cougars, il préfère rejoindre l'université Central Washington où les Wildcats (en) appartiennent à la division II de la NCAA. Durant ses quatre saisons avec les Wildcats, il bat à peu près tous les records de l'université pour un quarterback. Il établit également un record toutes divisions de la NCAA en lançant une passe de touché (touchdown pass) à chacun des 46 matchs de sa carrière universitaire.

### Carrière professionnelle
Ignoré au repêchage 2009 de la NFL, Reilly signe avec les Steelers de Pittsburgh et joue en pré-saison mais n'est pas conservé pour la saison régulière. Il passe par la suite aux Packers de Green Bay, puis aux Rams de Saint-Louis et enfin aux Seahawks de Seattle, sans intégrer l'effectif régulier de ces clubs. Il signe en 2010 un contrat avec les Lions de la Colombie-Britannique de la Ligue canadienne de football, avec lesquels il est quart-arrière substitut pendant trois saisons. Les Lions l'échangent aux Eskimos d'Edmonton en 2013, et il devient immédiatement titulaire au poste de quart avec son nouveau club. Avec Reilly aux commandes, les Eskimos passent d'une saison de seulement 4 victoires en 2013 au titre de champions de la coupe Grey en 2015. Lors du match de championnat de 2015, Reilly est désigné le joueur par excellence du match.
Durant les trois saisons suivantes, 2016 à 2018, Reilly confirme sa position de quart-arrière dominant dans la LCF. En particulier, il domine la ligue au titre des verges gagnées par la passe les trois saisons, et est premier ou deuxième pour les touchés marqués par la course. Il est également second, toujours pour la période 2016-2018, pour le nombre de passes de touché lancées. En 2017 il est choisi le joueur par excellence de la ligue et est nommé sur l'équipe d'étoiles.
À l'expiration de son contrat avec les Eskimos en février 2019, Reilly signe pour quatre ans avec son ancien club, les Lions. Sa première saison avec les Lions ne donne cependant pas les résultats attendus, et de plus il se fracture un poignet en octobre, mettant fin à sa saison. Après la pause forcée de 2020 due à la pandémie de Covid-19, Reilly est de retour en 2021 mais est ennuyé toute la saison par une blessure à l'épaule; cependant il parvient une nouvelle fois à terminer premier de la ligue pour les verges gagnées par la passe. Après la fin de la saison, il annonce sa retraite.

### Prénom usuel
Connu sous le nom de Mike Reilly pendant la plus grande partie de sa carrière, il demande en 2021 qu'on l'appelle de son prénom officiel Michael, afin de respecter la préférence de sa mère, morte peu avant, qui avait toujours détesté que les gens l'appellent Mike.

## Trophées et honneurs
- Joueur par excellence de la Ligue canadienne de football : 2017
- Trophée Jeff-Nicklin (joueur par excellence de la division Ouest) : 2017, 2019
- Équipe d'étoiles de la Ligue canadienne de football : 2017
- Équipe d'étoiles de la division Ouest : 2014, 2017
- Meilleur joueur du match de la coupe Grey : 2015